# タキエ・スギヤマ・リブラ
- タキエ・スギヤマ・リーブラ

タキエ・スギヤマ・リブラ（Takie Sugiyama Lebra、1930年2月6日 - 2017年5月26日）は、アメリカ合衆国の人類学者。ハワイ大学マノア校名誉教授。日本名は杉山 多喜江。

## 経歴
静岡県清水市生まれ。1951年津田塾大学学芸学部卒業。1954年学習院大学法学部卒業。1960年ピッツバーグ大学大学院修了、M.A.。1967年同大学Ph.D.。1996年までハワイ大学人類学部教授を務め、ハワイ大学人類学名誉教授の称号を受けた。アメリカ合衆国に帰化し、2017年にホノルルで死去後、夫で同じく人類学者のウィリアム・P・リブラとともにパンチボウルに埋葬された。日本名は杉山多喜江。

## 著作の日本語訳
- 『近代日本の上流階級 : 華族のエスノグラフィー』竹内洋・海部優子・井上義和 訳、世界思想社, 2000年 ISBN 9784790708223